# Rizaucourt-Buchey
Rizaucourt-Buchey est une commune française située dans le département de la Haute-Marne, en région Grand Est.

## Géographie
|                         | Beurville                 |                           |
| Saulcy Aube             | Rizaucourt-Buchey         | Colombey-les-Deux-Églises |
| Rouvres-les-Vignes Aube | Colombey-les-Deux-Églises | Colombey-les-Deux-Églises |

### Hydrographie
La commune est dans la région hydrographique « la Seine de sa source au confluent de l'Oise (exclu) » au sein du bassin Seine-Normandie. Elle est drainée par le Ceffondet, la Bierne et le Fossé 01 du Val Didier Haut,.
Le Ceffondet, d'une longueur de 29 km, prend sa source dans la commune de Beurville et se jette  dans la Barse à La Porte du Der, après avoir traversé neuf communes. 

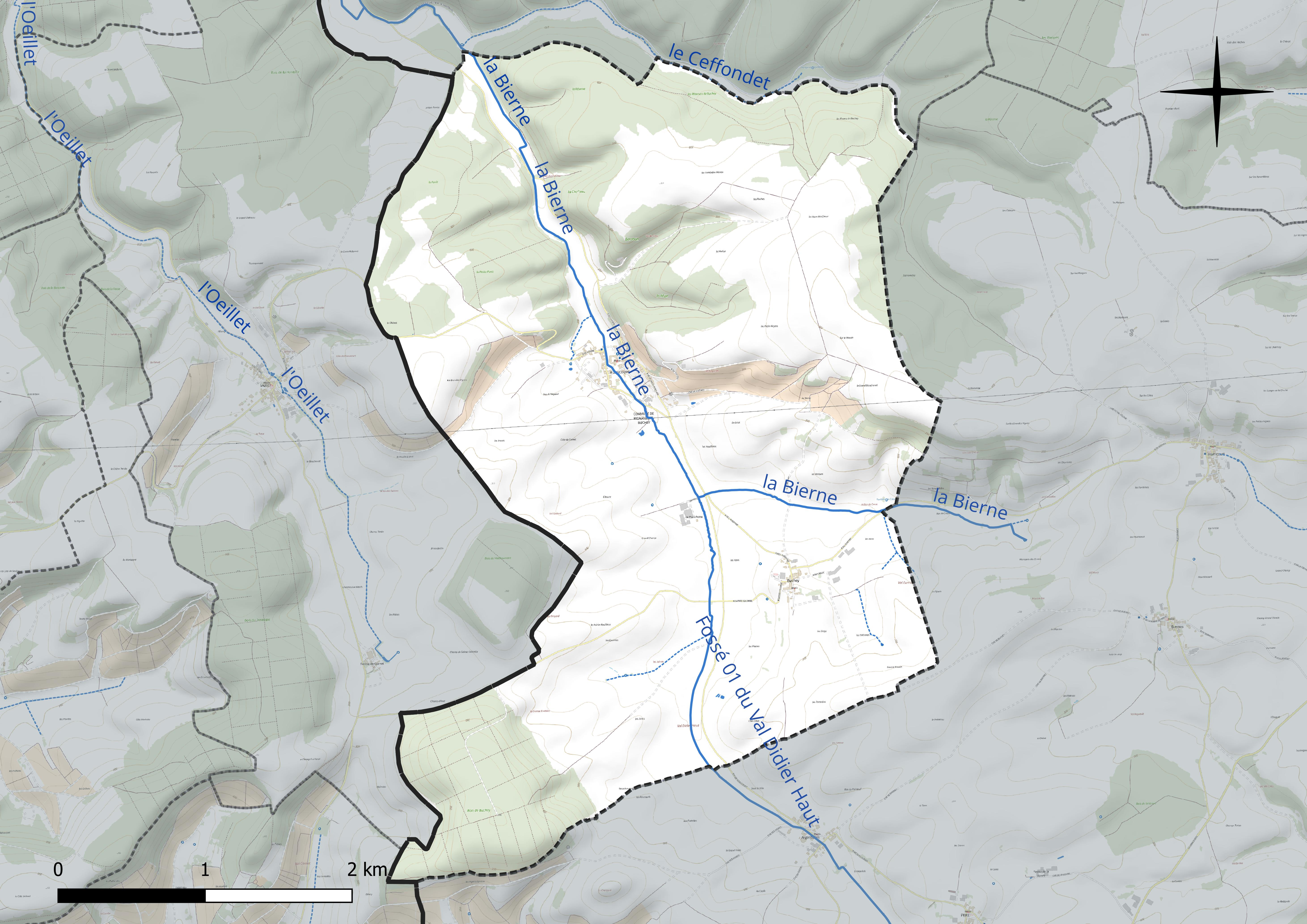
Réseau hydrographique de Rizaucourt-Buchey.

### Climat
Pour des articles plus généraux, voir Climat du Grand Est et Climat de la Haute-Marne.
En 2010, le climat de la commune est de type climat de montagne, selon une étude du Centre national de la recherche scientifique s'appuyant sur une série de données couvrant la période 1971-2000. En 2020, Météo-France publie une typologie des climats de la France métropolitaine dans laquelle la commune est exposée à un climat océanique altéré et est dans la région climatique  Lorraine, plateau de Langres, Morvan, caractérisée par un hiver rude (1,5 °C), des vents modérés et des brouillards fréquents en automne et hiver. 
Pour la période 1971-2000, la température annuelle moyenne est de 10 °C, avec une amplitude thermique annuelle de 16,1 °C. Le cumul annuel moyen de précipitations est de 966 mm, avec 13,3 jours de précipitations en janvier et 9,5 jours en juillet. Pour la période 1991-2020, la température moyenne annuelle observée sur la station météorologique de Météo-France la plus proche, « Ailleville_sapc », sur la commune d'Ailleville à 14 km à vol d'oiseau, est de 11,4 °C et le cumul annuel moyen de précipitations est de 833,5 mm. 
La température maximale relevée sur cette station est de 41,3 °C, atteinte le 25 juillet 2019 ; la température minimale est de −19,7 °C, atteinte le 20 décembre 2009,,. 
Les paramètres climatiques de la commune ont été estimés pour le milieu du siècle (2041-2070) selon différents scénarios d'émission de gaz à effet de serre à partir des nouvelles projections climatiques de référence DRIAS-2020. Ils sont consultables sur un site dédié publié par Météo-France en novembre 2022.

## Urbanisme

### Typologie
Au 1er janvier 2024, Rizaucourt-Buchey est catégorisée commune rurale à habitat dispersé, selon la nouvelle grille communale de densité à sept niveaux définie par l'Insee en 2022.
Elle est située hors unité urbaine et hors attraction des villes,.

### Occupation des sols
L'occupation des sols de la commune, telle qu'elle ressort de la base de données européenne d’occupation biophysique des sols Corine Land Cover (CLC), est marquée par l'importance des territoires agricoles (66,9 % en 2018), en diminution par rapport à 1990 (68,8 %). La répartition détaillée en 2018 est la suivante : 
terres arables (46,9 %), forêts (31,2 %), prairies (16,6 %), cultures permanentes (3,5 %), zones urbanisées (1,9 %). L'évolution de l’occupation des sols de la commune et de ses infrastructures peut être observée sur les différentes représentations cartographiques du territoire : la carte de Cassini (XVIIIe siècle), la carte d'état-major (1820-1866) et les cartes ou photos aériennes de l'IGN pour la période actuelle (1950 à aujourd'hui).

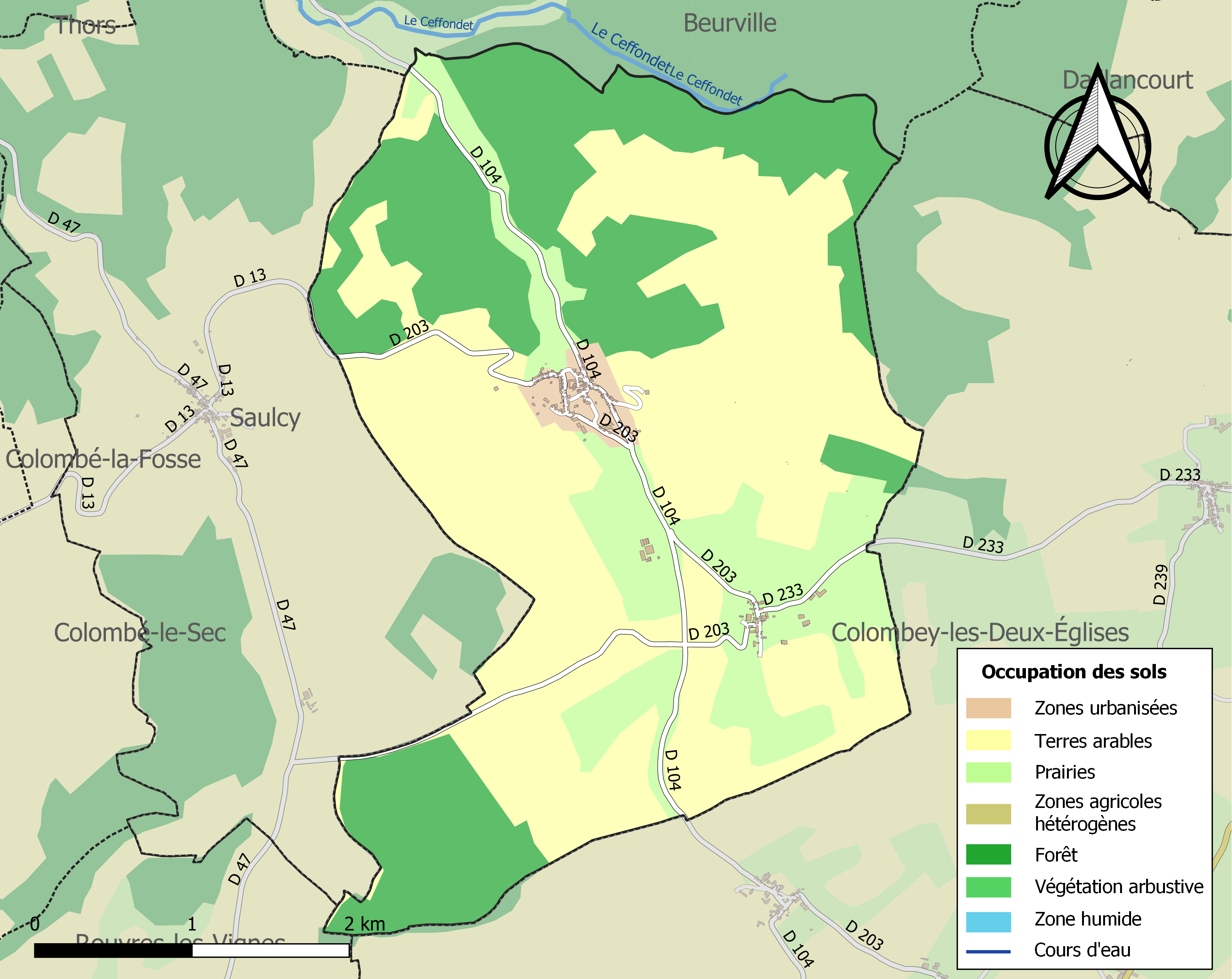
Carte des infrastructures et de l'occupation des sols de la commune en 2018 (CLC).

## Histoire
Village mentionné dès le début du XIIIe siècle.
Les deux communes de Rizaucourt et de Buchey ont fusionné en 1972.

## Politique et administration
| Période                                  | Période   | Identité          | Étiquette    | Qualité            |
| ---------------------------------------- | --------- | ----------------- | ------------ | ------------------ |
| mars 2001                                | mars 2008 | Michel Berthelmot | RPR puis UMP | Conseiller général |
| mars 2008                                | En cours  | Christine Henry   |              |                    |
| Les données manquantes sont à compléter. |           |                   |              |                    |

## Population et société

### Démographie

#### Évolution démographique
L'évolution du nombre d'habitants est connue à travers les recensements de la population effectués dans la commune depuis 1793. Pour les communes de moins de 10 000 habitants, une enquête de recensement portant sur toute la population est réalisée tous les cinq ans, les populations de référence des années intermédiaires étant quant à elles estimées par interpolation ou extrapolation. Pour la commune, le premier recensement exhaustif entrant dans le cadre du nouveau dispositif a été réalisé en 2005.

En 2022, la commune comptait 129 habitants, en évolution de +4,03 % par rapport à 2016 (Haute-Marne : −4,62 %, France hors Mayotte : +2,11 %).
| 1793 | 1800 | 1806 | 1821 | 1831 | 1836 | 1841 | 1846 | 1851 |
| ---- | ---- | ---- | ---- | ---- | ---- | ---- | ---- | ---- |
| 254  | 318  | 293  | 283  | 329  | 356  | 388  | 396  | 390  |

| 1856 | 1861 | 1866 | 1872 | 1876 | 1881 | 1886 | 1891 | 1896 |
| ---- | ---- | ---- | ---- | ---- | ---- | ---- | ---- | ---- |
| 353  | 359  | 351  | 331  | 300  | 271  | 247  | 255  | 235  |

| 1901 | 1906 | 1911 | 1921 | 1926 | 1931 | 1936 | 1946 | 1954 |
| ---- | ---- | ---- | ---- | ---- | ---- | ---- | ---- | ---- |
| 215  | 198  | 186  | 166  | 164  | 157  | 128  | 148  | 133  |

| 1962 | 1968 | 1975 | 1982 | 1990 | 1999 | 2005 | 2006 | 2010 |
| ---- | ---- | ---- | ---- | ---- | ---- | ---- | ---- | ---- |
| 119  | 106  | 107  | 126  | 125  | 132  | 127  | 127  | 118  |

| 2015 | 2020 | 2022 | - | - | - | - | - | - |
| ---- | ---- | ---- | - | - | - | - | - | - |
| 122  | 130  | 129  | - | - | - | - | - | - |

## Culture locale et patrimoine

### Lieux et monuments

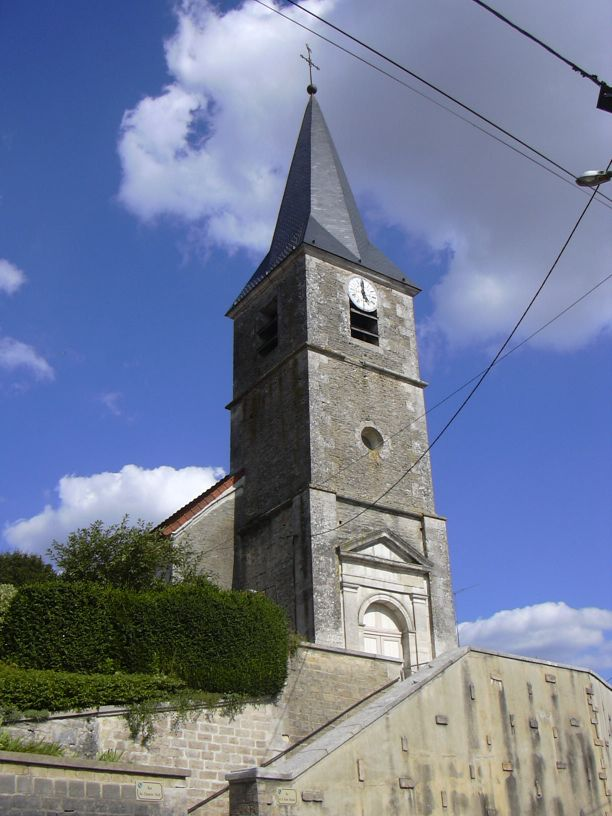
Église de l'Assomption de la Vierge de Rizaucourt.
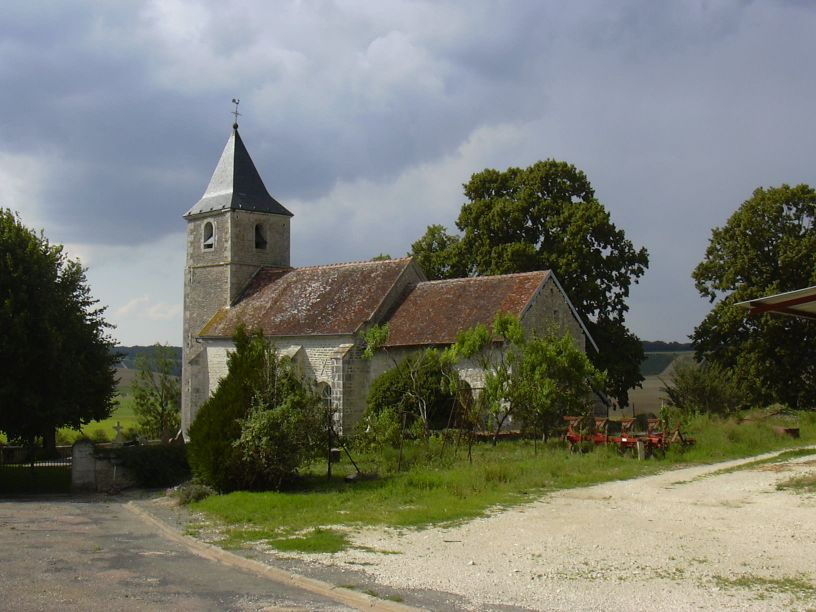
Église Sainte-Colombe à Buchey.

- Église de l'Assomption de la Vierge de Rizaucourt.
- Église Sainte-Colombe de Buchey.

### Héraldique
| Blason de Rizaucourt-Buchey | Blason  | D'azur à la bande d'argent côtoyée de deux doubles cotices potencées et contre-potencées d'or, accompagnée en chef d'un cep de vigne fruité et feuillé d'or et en pointe d'une branche de chêne fruitée et feuillée du même.                                                                                             |
| Blason de Rizaucourt-Buchey | Détails | Ce sont les armoiries de la Champagne à laquelle appartient la commune avec une branche de chêne rappelant la forêt et un cep rappelant la vigne et la fabrication du champagne. Elles sont utilisées de longue date, notamment sur les plaques de rue dans la commune. Adopté en 2008 sur proposition de Pascal Vagnat. |
| Blason de Rizaucourt-Buchey | Alias   | Écartelé : aux 1er et 4e d'azur à trois glands d'or, au 2e et 3e d'or semé de trèfles d'azur à un lion de sable brochant sur le tout, au chef de gueules chargé de trois croissant du champ. |